# ダンジョン・シージII
『ダンジョン シージ 2』（Dungeon Siege II）は、2005年8月16日にGas Powered Gamesが開発し、Microsoft Windows社が発売したアクションロールプレイングコンピューターゲーム。原作『ダンジョン シージ』の第二作である。
日本では同年9月9日にマイクロソフト社から発売されている。前作と異なり、本作はセリフの日本語吹き替えが製作されることがなく、英語音声と日本語字幕となっている。
また、2006年に発売された『ダンジョン シージ 2: ブロークン・ワールド』（Dungeon Siege II：Broken World）は本作の拡張パックであり、後日談のエピソードを描いて、前作のエンディングで発生した大惨事から一年後が舞台である。日本では未発売。
日本語版パッケージのキャッチコピーは「奇才、クリス テイラーが描く大ヒット ロール プレイング ゲーム 第2弾」。

## 登場キャラクター
ローサー
デルー
アイルーランの樹木の精。
タール
アイルーランの樹木の精。専業的な自然魔法使いで氷雪などの攻撃魔法にも優れる。
ヴィクス
サータン
アムレン
フィナーラ
エヴァンジェリーン王女
ティリウス
アマンルーの少女。祖父の杖を元の姿に戻すために、必要な魔法の材料「虹色のトリンケット」を求めた。
ダークウィザード
カデラク鉱山を住みかとする強大な法力を持つため黒いウィザードである。シャードソウルを生み出す邪悪な巨大クリスタル・シャードの守衛に当たるウィザードである。
アズナイトの老学者
ヴァルディス

## 作中用語
アズナイトの盾
強大な力を持つ伝説の盾。ザラモスの魔剣との相撃ちによる爆発の際に盾の4つの破片（死のイージス、蒙昧のイージス、英明のイージス、生命のイージス）で爆散している。
アリンスの伝説の杖
魔導師イオランダに話しかけ、杖の3つの部分（フォーカスストーン・宝珠柄・カーブロッド）に尋ねた。

## スタッフ
- デザイナー・プロジェクトリーダー - クリス・テイラー
- プロデューサー・デザイナー - ジェイコブ・マクマホン
- テックリード - ケヴィン・プン
- アートディレクター - スティーヴン・トンプソン
- アシスタント・プロデューサー - マーシュ・メイシー
- キャラクター・アニメーション - ジェネ・ブレイクフィールド
- シナリオ・対話 - サーラ・ボウリアン、スーザン・オコナー、ケヴィン・ランバート、ピート・ガードナー、ニール・ホールフォード
- 音楽 - ジェレミー・ソウル
- サウンドデザイン - フランク・ブリー

## 章節
| - 第1章：グレイリン海岸攻略戦 - 第2章：捕虜 - 第3章：モルデンの塔 - 第4章：購いの巡礼 - 第5章：疫病 - 第6章：ドライアド追放者収容所 - 第7章：グレイリン島を去る - 第8章：アズナイト砂漠の秘密 - 第9章：アズナイトの失われた遺宝 - 第10章：ウィンドストーンの要塞 - 第11章：ゼリア寺院 - 防具職人の見習い - ルミーラの塗布剤 - レラーニの悲しみ - エルフの神殿の秘密 - キスラヤの虫の群れ - ハクー - ハクー（Part2） - ダイアーウルフ - タールの探求 - 鍛冶屋フェルドワイヤー - 伝家の宝物 - 監禁されたハーフジャイアント - 行方不明の兵士 - ゼリア寺院の秘密 |  | - 第1章：アマンルーの街 - 第2章：フィナーラと壊れた橋 - 第3章：エレンルーアイルズ - 第4章：皇女のキャラバン - 第5章：ヴァイケシュと死のイージス - 第6章：王女エヴァンジェリーン - 第7章：スノーブルックヘイブン - 第8章：スノーブルックヘイブン（Part2） - ティウリスと壊れた杖 - 闇の聖音 - アランナの亡霊たち - ヴァイパークロウ - アリンスの伝説の杖 - 狂気のアリンス - ミスリルホーン - 伝家の宝物（Part2） - ローサーの潔白 - デルーの宝探し - 暗殺者の目印 - アマンルーの闘技場 - 従者の亡霊 - 従者の亡霊（Part2） - アムレンの幻視 - フィナーラの抱く軽蔑 - ラーヴァンの呪い - エヴァンジェリーンの愚行 |  | - 第1章：カルラシアへの送水 - 第2章：モルデンの総統 - 第3章：カルラシアの反乱 - 第4章：カデラク鉱山 - 第5章：カデラク鉱山（Part2） - 第6章：アガランの試練 - 第7章：サラモスホーン - 第8章：最後の登攀 - ドワーフの鉱石の唱 - アランナの伝承 - ソラニスの失われた宝石 - アガラスの伝説のメイス - 魔導師の門弟子 - カルラシアのネクサス - サータンの疑念 - モルデンの騎手たち - ヴィクスの復讐 |

## 参考書籍
- 『マイクロソフト ダンジョン シージ 2 公式ガイドブック』（ソフトバンク クリエイティブ、2006年1月20日発売） ISBN 4-7973-3401-0

## ゲームシリーズ
- ダンジョン シージ
  - ダンジョン シージ: アランナの伝説（拡張パック）
- 紅染の盟約 Birth of Blue Teardrop（日本のみ発売）
- ダンジョン シージ 2
  - ダンジョン シージ 2: ブロークン・ワールド（英語版）（拡張パック、日本未発売）
- ダンジョン シージ: スローン・オブ・アゴニー（英語版）（PSPのみ対応、日本未発売）
- ダンジョン シージ 3
  - ダンジョン シージ 3: Treasures of the Sun（拡張パック、ダウンロードコンテンツ）